# Ankh-Morpork
Ankh-Morpork, la plus grande et la plus fameuse ville du Disque-monde, où se déroule la majorité des romans des Annales du Disque-monde, est située dans les plaines de Sto, sur le premier continent. Elle est formée de la réunion de deux villes « Ankh » et « Morpork », séparées par le fleuve Ankh. Ankh-Morpork est dirigée par le patricien Havelock Vétérini et les guildes. Sa population est d'environ 1 000 000 d'habitants, ce qui en fait la plus grande ville sur le Disque-monde. Avec une population naine d'environ 50 000 individus, Ankh-Morpork est également la plus grande ville naine hors d'Überwald.
L'inspiration de Terry Pratchett pour la conception d'Ankh-Morpork est variée. Au fur et à mesure que l'auteur a développé son univers, la ville est passée d'une caricature de la ville des univers médiévaux-fantastiques pour devenir une allusion au Londres du XIXe siècle, et plus exactement de l'été 1858 de la Grande Puanteur. Enfin, son surnom, « La Grosse Youplà » (The Big Wahoonie en anglais, le wahoonie étant un fruit du disque-monde), est un clin d'œil à celui New York, « la grosse pomme » (the Big Apple).
Pratchett dément s'être inspiré de Lankhmar, ville du Cycle des épées, que Pratchett parodie dès La Huitième Couleur. Il affirme également que le lien avec un ankh et le Ninoxe boubouk (morepork en anglais) n'est pas prévu, bien que dans les livres suivants, le blason de la ville inclut les deux éléments.

## Géographie
Ankh-Morpork, traversée par la rivière Ankh (le cours d'eau le plus pollué du Disque-monde, connu pour être suffisamment solide pour pouvoir être traversé à pied), est située en bordure des fertiles plaines de Sto (de vastes étendues comparables aux plaines d'Europe de l'ouest), sur les rives de la mer Circulaire (équivalent pratchettien de notre mer Méditerranée). Cette situation géographique est particulièrement propice au développement du commerce.
Située à peu près à égale distance des régions tropicales du Bord et des zones froides du Moyeu, Ankh-Morpork est situé dans la partie tempérée du Disque-monde.
Le nom "Ankh-Morpork" peut faire référence aussi bien à la cité elle-même, une ville fortifiée d'environ 1,5 km de diamètre, qu'aux banlieues environnantes et à la campagnes alentour.
Le centre de la ville est plus ou moins constitué de deux parties, séparées par la rivière : Ankh, la partie la plus riche et Morpork, la plus pauvre, incluant Les Ombres, une sorte de bidonville.
Ankh-Morpork est construite sur de la glaise noire, mais est surtout construite dedans. Les citoyens, qui sont par nature très pragmatiques, s'installent dans les parties les plus hautes des bâtiments existants plutôt que de se fatiguer à creuser la vase lorsque le sédiment déposé par les inondations est monté trop haut. Il y a par conséquent beaucoup de caves aujourd'hui oubliées, et même un réseau de "grottes" au-dessous d'Ankh-Morpork, constitué d'anciennes rues et d'égouts abandonnés. On dit souvent que n'importe qui muni d'une pioche et d'un solide sens de l'orientation pourrait, en partant d'un sous-sol, arriver n'importe où dans Ankh-Morpork en perçant les murs en ligne droite. Récemment, les parties souterraines ont été agrandies par la population naine de la ville pour gagner un peu d'espace vital. Ces agrandissements sont devenus depuis peu propriété municipale.
Ankh-Morpork est aussi l'endroit du disque où l'on rencontre le plus de nains (environ 50 000) en dehors de l'Überwald, généralement considéré comme la patrie des nains. (Voir La Vérité et Le Cinquième Éléphant).

### Rivière Ankh
L'Ankh est, à l'origine, une parodie de la Tamise aux XVIIIe et XIXe siècles, tout aussi insalubre et polluée qu'elle. Cet aspect parodique est encore plus évident quand on regarde un plan d'Ankh-Morpork qui montre clairement le célèbre méandre de la Tamise, L'Île aux chiens de Londres. Le nom de la rivière est en lui-même particulièrement ironique, puisqu'il fait allusion à l'Ankh (☥), symbole de la vie éternelle dans l'Égypte pharaonique. La rivière Ankh est donc la Rivière de la Vie, soit l'exacte antithèse de ce dont elle a l'air.
Avant même sa traversée d'Ankh-Morpork, la rivière Ankh est déjà saturée du limon qu'elle charrie depuis les plaines de Sto. Mais au moment où elle atteint la ville et la mer, "même un agnostique pourrait marcher dessus" (La Vérité)
Les citoyens de la ville sont bizarrement très fiers de leur rivière, tout en reconnaissant qu'"il est plus fréquent de mourir asphyxié que noyé quand on plonge dans l'Ankh". Ils claironnent également partout que son eau est la plus pure du disque (voir l'une de leurs devises) puisque "quelque chose ayant traversé autant de reins doit forcément être très pur".(Allusion à un dicton londonien qui veut que l'eau de la ville ait été filtrée par sept reins avant de couler au robinet.)
Au fil des siècles et avec l'accumulation des sédiments, le lit de la rivière est devenu par endroit plus haut que certains quartiers de la ville. Par conséquent, au moment de la fonte des neiges, la crue provoque des inondations dans les zones les plus misérables de Morpork.
Au printemps certaines parties du fleuve prennent feu, sur d'autres poussent de petits arbustes.
Les oiseaux pataugent rarement dans l'Ankh, sous peine de voir leur pattes rongées par la pollution. Par contre, on y trouve des poissons qui ressemblent à des aspirateurs, si tant est qu'on puisse les décrire car ils explosent dès qu'on les met en contact de l'air ou de l'eau.
Il y a beaucoup de micro-organismes qui s'épanouissent dans l'Ankh et l'Archichancellier Mustrum Ridculle y a vu la preuve que son eau était bonne à boire : "Un truc capable d'abriter autant de vie doit forcément être en bonne santé".
On sait que certaines villes ont pu être envahies par des barbares arrivant par un fleuve. Il y a peu de risque que cela n'arrive à Ankh-Morpork, puisque n'importe quelle flotte d'invasion arrivant par l'Ankh devrait être précédée par un groupe d'hommes brandissant des pelles. En cas d'incendie, les vannes de la rivière sont fermées, les eaux montent et étouffent les flammes. Cela a cependant la conséquence malheureuse de détruire tous les bâtiments épargnés par le feu.
Dans Au guet ! et dans le jeu informatique Discworld Noir, l'Ankh est décrit comme "le seul fleuve du multivers sur lequel des enquêteurs peuvent tracer le contour d'un cadavre à la craie".

## Histoire
D'après la légende, la première ville d'Ankh-Morpork fut fondée il y a des centaines d'années par deux frères jumeaux élevés par une femelle hippopotame (allusion transparente au mythe de Romulus et Rémus). En mémoire de ce glorieux événement, l'hippopotame est devenu l'animal emblématique de la ville.
Une autre légende rapporte que si la ville était un jour menacée par un quelconque danger, les huit hippopotames de pierre qui ornent le pont d'Airain prendraient vie et… s'enfuiraient.
Il y a de cela plusieurs siècles, le disque aurait connu un déluge. Une arche fut alors construite par un groupe de sages pour protéger à son bord un couple de chaque espèce animale (allusion transparente au mythe de Noé). Au bout de quarante jours et de quarante nuits, l'énorme quantité de fumier accumulé a été jeté par-dessus bord et a formé ce qu'on a appelé par la suite Ankh-Morpork.
La ville originelle était une simple enceinte entourant la tour de l'Art, un bâtiment d'origine mystérieuse, peut-être plus ancien que le Disque-monde lui-même.
À un moment de l'histoire de la cité a existé un empire Morporkien, (très inspiré de l'Empire romain), qui couvrait la moitié du continent, incluant la région du Klatch. Cette période est appelée la Pax Morporkia (autre référence à Rome et la Pax Romana).
L'empire Morporkien est pour l'essentiel la création du général Tacticus (jeu de mots sur le nom commun « Tactique » et sur le nom de l'historien romain Tacite), le plus grand stratège de l'histoire du disque. Mais Tacticus refusa d'admettre que l'empire devenait trop grand pour pouvoir être totalement contrôlé et finit par être exilé et devint roi de Genua. Par la suite, Tacticus considérant que le plus grand ennemi de Genua était l'empire Morpokien, il lui déclara la guerre. (Cette partie de l'histoire morporkienne peut constituer une allusion au personnage de Jean-Baptiste Jules Bernadotte, un général d'Empire ayant servi sous Napoléon Ier. Bernadotte, devenu roi de Suède s'allia avec les ennemis de la France. On peut également y voir une allusion à la guerre d'Indépendance américaine, Genua étant à Ankh-Morpork ce que les États-Unis sont à la Grande-Bretagne.) Cette période est considérée comme un Âge d'Or. Ankh-Morpork était alors gouvernée par les légendaires Rois d'Ankh, qui sont tous décrits comme des souverains particulièrement sages, nobles et justes. Leur lignée s'éteint environ 2 000 ans avant l'époque des Annales du Disque-monde, laissant la place à des rois bien réels, décrits de façon très réaliste comme d'horribles personnages, corrompus et pervers, qui causèrent finalement la chute de l'empire
Peu de temps avant la chute de l'empire, Alberto Malik Le Sage (connu également sous le nom d'Albert, le valet de la Mort) fonde l'université de l'Invisible dans la Tour de l'Art et Ankh-Morpork devient la capitale de la magie.
Les derniers rois d'Ankh-Morpork sont restés dans l'histoire comme des individus particulièrement assoiffés de pouvoir et corrompus, ou tout simplement fous à lier. Certains d'entre eux sont mentionnés dans Le Guet des orfèvres :
- la reine Alguinna IV
- le roi Artorollo (un contemporain d'Alberto Malik)
- Le roi Loyala le Aaargh (qui survécut 1,13 secondes entre son couronnement et son assassinat)
- Le roi Ludwig l'Arbre (surtout connu pour avoir publié des déclarations royales sur la nécessité de développer un nouveau type de grenouille et sur d'autres sujets tout aussi capitaux. Il est également l'auteur de la devise d'Ankh-Morpork « Quanti Canicula Ille In Fenestra » (« Combien pour ce petit chien dans la vitrine ? », allusion à une chanson de Patti Page)

Le dernier et le pire de ces rois fut Lorenzo, surnommé par euphémisme « le Gentil ». La totalité de son infamie n'a jamais été révélée, mais on sait qu'il était « très aimé des enfants », qu'il possédait des « pièces secrètes » où il avait fallu nettoyer « les morceaux » et qu'il y avait dans ses cachots des « machines pour… ».
Lorenzo le Gentil fut renversé lors de la Guerre Civile d'Ankh-Morpork de l’année 1688 après la fondation de l'université de l'Invisible (soit à peu près 300 ans avant le début de la série).
La question se posa alors de savoir ce qu'il fallait faire d'un roi détrôné, (question à laquelle aucun juge ne se serait risqué à proposer une réponse). Ce point fut rapidement réglé puisqu'il fut jugé et exécuté par le capitaine du guet municipal le vieux Vimaire « Supporte-pas-l'Injustice », ancêtre de l'actuel capitaine du guet Samuel Vimaire et connu également sous le sobriquet de Face de Marbre. Par la suite, Face de Marbre et ses « Têtes de Fer » voulurent instaurer la démocratie à Ankh-Morpork mais les habitants votèrent contre. (Ces événements évoquent la Guerre civile anglaise des années 1640 et l'exécution de Charles Ier par Oliver Cromwell. Le surnom en anglais de Vimaire, « Old Stoneface » est une parodie du surnom donné à Cromwell, « Old Ironside », et les « Têtes de fer » un parodie des « Têtes-Rondes », « Roundhead »).
Par la suite, le vieux Face de Marbre ayant lui-même été renversé, le système politique d'Ankh-Morpork tourna mal et devint un système oligarchique non-héréditaire, dans lequel les chefs (les patriciens) sont des tyrans toujours aussi impitoyables mais qui n'ont plus l'outrecuidance de se réclamer de droit divin.
On raconte cependant que la lignée des rois d'Ankh n'est pas éteinte et que le véritable roi n'est autre que Carotte Fondeurenfersson, qui arpente la nuit les rues de la ville avec les autres membres du guet. Le Capitaine Carotte Fondeurenfersson est techniquement un humain mais fondamentalement un nain (ou le contraire, ça dépend de quel point de vue on se place). Cependant il ne tient pas du tout à ce que ses origines royales soient officiellement reconnues et personne n'a vraiment envie d'aborder ce sujet avec lui.
Au moment de l'action des romans des Annales du Disque-monde, la ville est gouvernée par le patricien Havelock Vétérini, un homme pragmatique et perspicace, sur le principe d'une forme très personnelle de démocratie : un homme, un vote. Le patricien est L'Homme et il détient Le Vote.
Sous le gouvernement des patriciens, la ville est devenue la capitale économique et politique du Disque-monde, et les plaines de Sto vivent aujourd'hui sous un nouveau genre de Pax Morporkia qui n'opère plus sur le principe désuet de « si vous résistez, nous vous tuerons », mais sur le principe de « si vous résistez, nous dénoncerons vos contrats d'emprunts-logements ».
Le patricien Vétérini a ouvert la ville et on peut aujourd'hui y voir déambuler librement des nains, des trolls, des gnomes, des humains venus de tout le Disque-monde et même des morts-vivants. Ankh-Morpork est devenue véritablement multiculturelle, avec tous les avantages et les inconvénients que cela implique. Havelock Vétérini a sur la question une opinion tout à fait pragmatique : « Les alliages sont plus résistants ».
Cependant les mimes et les artistes de rue y sont strictement interdits. Toute personne surprise à pratiquer ces arts sera immédiatement pendu par les pieds dans un nid de scorpions, au-dessus duquel on aura écrit « Apprenez à parler ! »
Ankh-Morpork a évolué au fil de la série des Annales du Disque-monde. Au départ, dans La Huitième Couleur, c'est une ville médiévale corrompue et en déclin. Si elle reste corrompue (la corruption étant principalement organisée par les guildes), on est loin du déclin dans Timbré. Elle est devenue une cité high-tech (pour le niveau technologique du Disque-Monde) en touchant à toutes les technologies steampunk. La ville est la deuxième nation la plus développée du disque après l'Empire agatéen.
Ankh-Morpork a vu la naissance de :
- L'assurance-incendie (qui peut avoir des conséquences pires que le mal, les gens incendiant parfois leurs propres maisons…) dans La Huitième Couleur ;
- Une police compétente, le guet, d'abord vu dans Au guet ! et développé progressivement par la suite ;
- Les clic-clacs, un système de sémaphore utilisé pour envoyer des espèces de télégrammes en code Morse, qui font leur première apparition dans Le Cinquième Éléphant ;
- Un véritable journal digne de ce nom, dans La Vérité ;
- Une poste centrale (il s'agit d'ailleurs plutôt d'une re-naissance) dans Timbré ;
- Les timbres et le papier-monnaie, créés par Lipwig Von Moite dans Timbré et Monnayé ;
- Le métro dans Jeu de nains.

Le crime est tenu en respect par le guet et les guildes, en particulier par la guilde des Voleurs. Dans Va-t-en-guerre un personnage fait d'ailleurs remarquer d'un air détaché que l'actuelle girouette installée sur le toit de la guilde des Voleurs est en réalité un voleur free-lance malheureusement décédé.
Le seigneur Vetérini tient la ville d'une main de fer (ou du moins c'est l'impression qu'il donne) et les magiciens de l'université de l'Invisible ont cessé de s'entretuer de façon intentionnelle.
Ankh-Morpork a brûlé à maintes reprises (sans doute à cause d'habitants ayant souscrit une assurance), et ensuite été inondée afin d'éteindre ces incendies.

## Vie politique

### Gouvernement d'Ankh-Morpork
Le mode de succession normal pour le poste de patricien est l'assassinat ou la révolution. Cependant il a pu arriver, de façon très anecdotique, qu'un patricien démissionne.
Le pouvoir politique est d'une certaine manière partagé entre les nombreuses guildes et ce qui subsiste de la noblesse. Ils forment une sorte de Conseil dont le rôle est purement consultatif, puisque seul le patricien a le droit de voter lors de leurs réunions. Ce Conseil est vraisemblablement le même que le Conseil des anciens, brièvement évoqué dans Sourcellerie et appelé « Conseil municipal » dans Au guet !, mais il n'a plus jamais été mentionné depuis.
L'actuel locataire du bureau oblong (allusion au bureau ovale de la Maison-Blanche) est le seigneur Havelock Vétérini, un personnage qui, par la consonance italienne de son nom et par son comportement politique, ressemble beaucoup à Machiavel.
Comme la plupart des jeunes gens de bonne famille, il a fait ses études auprès de la guilde des Assassins.
Le patricien exerce un pouvoir quasi absolu sur toutes les affaires concernant la ville d'Ankh-Morpork et travaille main dans la main avec les dirigeants des guildes de la ville. Ce sont eux qui l'élisent par l'intermédiaire du conseil des guildes (voir La Vérité). L'analogie avec la Florence de la Renaissance se poursuit donc puisque Ankh-Morpork est ainsi une oligarchie. Seuls sont éligibles au poste de patricien les membres des familles les plus riches et les plus influentes. Presque toutes les personnes qui ont accédé à cette responsabilité se sont en réalité comportés comme des rois (mis à part le fait qu'à leur mort le pouvoir ne passait pas automatiquement aux mains de leurs descendants) : ils se sont montrés oppresseurs, despotiques et presque toujours complètement fous.
Parmi les anciens patriciens, se trouve : Claquebec le Fou (prédécesseur de Vétérini), Remontoir l'Homicide (prédécesseur de Claquebec le Fou, assassiné par Vétérini), Harmoni le Dérangé, Scapula le Rigolard, Hargath le Forcené, Nerche le Lunatique, Smince le Ricaneur et Olaf Quimby II.
Vétérini semble avoir une longévité inhabituelle au poste de patricien, sûrement grâce à sa façon machiavélique d'exercer le pouvoir. Il a organisé la vie politique de telle sorte que s'il n'occupait plus le bureau oblong, il s'ensuivrait un épouvantable chaos parmi les guildes et la noblesse. Il est intimement persuadé que ce que désirent le plus les gens (y compris les anarchistes révolutionnaires), finalement, c'est la stabilité qu'il apporte à la ville.

### Personnages principaux
Vétérini est le dirigeant de la ville. Quelques personnages influents :
- Josias Herbert Boggis, dit « Pied de flanelle », président de la guilde des Voleurs, coupeurs de bourse, cambrioleurs et professions assimilées ;
- Sédatiphe, président de la guilde des Assassins ;
- Carotte Fondeurenfersson, capitaine du guet Municipal ;
- Moite von Lipwig, ancien escroc reconverti, aujourd'hui Maître des Postes et propriétaire du petit chien Pinaille qui est le Président de la Banque Royale d'Ankh-Morpork ;
- Léonard de Quirm, le plus brillant ingénieur du disque et créateur d'un certain nombre d'inventions qui servent de catalyseurs à quelques livres des Annales du Disque-monde comme Le Guet des orfèvres et Le Dernier Héros ;
- La reine Mariette, actuelle présidente de la guilde des Mendiants, la plus ancienne guilde de la ville ;
- Madame Rose-Marie Paluche, présidente de la guilde des Couturières (un terme pour désigner les prostituées, pardon, les dames de vertu négociable) ;
- Mustrum Ridculle, archichancelier de l'université de l'Invisible ;
- Huguenon Ridculle, grand prêtre de Io l'Aveugle et par conséquent chef du clergé des différents cultes présents à Ankh-Morpork. Il est également le frère de Mustrum Ridculle ;
- Ronald Rouille, un aristocrate qui se prend pour un chef de guerre et dont l'incompétence militaire butée conduit obligatoirement à la catastrophe (voir Va-t-en-guerre, Ronde de Nuit et Le régiment monstrueux). Il est généralement opposé à Samuel Vimaire, qui le lui rend bien ;
- Seigneur Albert Selachii et le Seigneur Charles Venturi sont deux membres de l'aristocratie qui se piquent également d'affaire militaires. Ils apparaissent généralement dans les mêmes romans que le Seigneur Rouille, occupant des rôles plus secondaires ;
- Maître Biaiseux, le président mort-vivant de la guilde des Avocats ;
- Seigneur Samuel Vimaire, duc d'Ankh et commissaire divisionnaire du guet municipal.

### Relations avec l'université de l'Invisible
Il est important de signaler que traditionnellement, les relations entre la cité et l'université de l'Invisible ont toujours été marquées par une volonté de coopération. C'est-à-dire que l'université consent à tout ce que la ville lui demande, pendant que de son côté la ville s'applique à ne jamais rien demander. Par exemple, la ville n'a jamais réclamé la moindre piastre d'impôt ; d'un autre côté, l'université offre « généreusement » à la ville deux cents piastres par an par mage résident dans son sein.
L'université de l'Invisible est sans doute le seul endroit d'Ankh-Morpork où les pouvoirs du patricien sont presque nuls. Théoriquement, le patricien peut convoquer l'Archichancelier et celui-ci doit en théorie s'exécuter, sous peine de se faire, justement, exécuter. Toutefois, l'Archichancelier peut également théoriquement transformer le patricien en un petit reptile et le faire rebondir sur les murs.
Les deux parties s'entendent ainsi plus ou moins, grâce à de la bonne volonté de chaque côté, et un certain instinct de survie.

## Institutions
Les guildes constituent le moteur de l'économie morporkienne. Il existe des centaines de guildes, une pour chaque activité imaginable, des fous aux bouchers, et chacune d'elles a ses propres règlements et pratiques commerciales, sévèrement réglementées. Beaucoup de ces guildes jouent un rôle qui serait dévolu à des instances gouvernementales dans le monde réel.

### Éducation
À Ankh-Morpork il n'existe aucune organisation ressemblant de près ou de loin à un système public d'éducation. L'éducation de base est la formation professionnelle transmise par les guildes à leurs jeunes membres. Les enfants abandonnés sont ainsi souvent déposés sur le seuil des portes des guildes dans l'espoir qu'ils y suivent un apprentissage utile pour leur vie future.
La guilde des Assassins est considérée comme le plus prestigieux établissement d'enseignement du Disque-monde, que ses élèves aient ou non l'intention de devenir des Assassins. C'est un établissement sélect dans lequel les jeunes gens de l'aristocratie se doivent de faire leurs études, comme ce fut le cas de l'actuel patricien, le Seigneur Vétérini ou Teppic, le fils du roi Teppicymon XXVII du Jolhimôme (Pyramides). On peut également entrer à la guilde des Assassins simplement pour apprendre à en devenir un. La plupart des élèves sont là pour ces deux raisons à la fois.
Les enfants issus de milieux plus défavorisés suivent une instruction dans des écoles tenues par des dames, ressemblant beaucoup aux institutions du même nom qui existaient à l'époque victorienne en Angleterre. Samuel Vimaire a été élève dans l'une de ces écoles (Jeu de nains).
On trouve aussi des établissements d'enseignement en dehors d'Ankh-Morpork, comme le collège pour jeunes filles de Quirm.
Il existe bien une guilde des Enseignants mais elle a un statut social plutôt bas. Ainsi, lors de la scène du couronnement (Au Guet !), Samuel Vimaire est assis parmi les derniers, entre le Maître de la Compagnie des Mendiants et le chef de la guilde des Enseignants. C'est très certainement une allusion burlesque au fait que les enseignants sont considérés comme une classe sociale inférieure et sous-payés un peu partout dans le monde.

### Lois et réglementations
Les lois et la protection offertes par les guildes constituent la meilleure garantie de la sécurité des citoyens d'Ankh-Morpork. L'exemple le plus parlant de cet état de fait est l'existence de la guilde des Voleurs (des coupeurs de bourse, cambrioleurs et professions assimilées) qui, en régulant les activités criminelles agit comme la principale institution chargée du respect de la loi. Toutefois, de nombreuses guildes ont leurs propres agents comme les Tantes de l'Agonie de la guilde des Couturières ou les Imbéciles Ensanglantés pour la guilde des Fous.
Fondamentalement, la loi à Ankh-Morpork fonctionne sur le principe libéral simple qui veut que si un épicier peut mettre du sable dans son café, il peut aussi être étripé par ses clients s'ils l'apprennent. Il n'y a pas beaucoup d'autres alternatives. En cas de conflits de personnes, on peut toujours faire appel à la guilde des Avocats, si bien entendu on est assez riche pour s'offrir ses services (la guilde des Avocats considère cela comme une règle tout à fait juste puisque les pauvres sont par définition des criminels endurcis). En dehors de cela, la seule voie de recours pour les cas de criminalité est un appel direct au patricien, solution qui fonctionne assez bien et dont les résultats sont hautement instructifs.
Contrairement aux apparences, les meurtres ne sont pas si fréquents que cela à Ankh-Morpork. Il y a bien sûr des assassinats, mais comme ceux-ci sont commis par la guilde, ils sont considérés comme légaux.
Ankh-Morpork connait par contre un taux très élevé de suicides, en raison de la façon très particulière que la ville a de définir le suicide. Par exemple, se promener seul la nuit dans les ruelles des Ombres est considéré comme un suicide. Ou bien demander un « baby » dans un bar de nains. Il est très facile de se suicider à Ankh-Morpork si on ne fait pas très attention.
En dehors de ces différents cas qui incombent aux guildes, le respect des lois est à la charge du guet municipal, sous le commandement de Samuel Vimaire.

## Économie
La ville est située sur un carrefour qui relie les plaines de Sto au reste du monde. C'est une ville de service et ses principales exportations outre les produits manufacturés par les nombreuses usines, abattoirs, ateliers sont les opérations bancaires et les assassinats.

## Odeurs
Ankh-Morpork est très connue pour son odeur. Elle est due à deux facteurs d'importance : l'ancien aqueduc s'étant écroulé, l'eau n'est pure que dans la devise de la ville ; et les abattoirs, champs de choux et entrepôts d'épices sont très répandus dans la ville.
Les habitants de la ville sont très fiers de leur odeur, et une statue lui a même été dédiée sur une place, commémorant la fois où une armée ennemie a tenté d’envahir la ville discrètement, et est arrivée sur les murailles quand, à la grande horreur des soldats ennemis, les bouchons de cire qui leur bouchaient le nez rendirent l’âme sous les assauts de la douce fragrance où baigne la ville
Il est dit que même les grands anciens, qui connaissent le fumet des villes les plus odorantes du multivers, comme Calcutta et diverses villes imaginaires extraterrestres, reconnaissent que ces chefs-d’œuvre odorants ne sont que poussière face au bouquet inimaginable qu'est Ankh-Morpork.
L'auteur tente même un descriptif visuel pour nous permettre de se la représenter. Il conseille de prendre un tissu blanc, de le saupoudrer de confettis, puis d'y poser un caméléon. Observez le caméléon. Compris?

## Population
La population d'Ankh-Morpork est cosmopolite. Il se trouve divers peuples, mélangé ou non. Par exemple :
- humains
- nains
- morts-vivants
- vampires
- loups-garous
- zombies
- trolls
- gnomes
- igors
- gargouilles
- pigeons

Dans le monde créé par Terry Pratchett, il se trouve toute sorte de « pays » et cultures presque réelles (comme l'Éphébie, qui ressemble à la Grèce des philosophes de l'antiquité ou le Jolhimôme, une parodie de l'Égypte pharaonique) ou bien qui sont des adaptations parodiques d'univers existant dans des mondes de fiction (l'Axlande inspiré du monde de Conan le barbare ; le Wyrmberg très inspiré de la Ballade de Pern d'Anne McCaffrey). Les cultures humaines sont donc variées et pour la plupart présentes à Ankh-Morpork.
Des incidents fréquents opposent en particulier les membres de la communauté troll et ceux de la communauté naine en raison d'obscurs antagonismes ancestraux, liés a la célèbre bataille de la vallée de Koom. Ces divisions se régleront peu à peu au cours de la série, à coups de symboles de part et d'autre, pour aboutir dans le tome 31, Jeu de nains.

## Guet
Service de police dont la devise est « Fabricati Voluptatem Connardus ». Le guet municipal était partagé entre le guet de jour et le guet de nuit. À la suite du roman Au guet !, puis Le Guet des orfèvres, le guet de nuit qui était un service incompétent et moribond, démontre par ses actions la nécessité de renforcer les services de police d'Ankh-Morpork. Samuel Vimaire et le Caporal Carotte, mettent alors en place un service efficace et multi-ethnique, dont la réputation grandit rapidement.

## Guildes
Encouragées par le seigneur Havelock Vétérini, plus de 300 guildes sont organisées, dont les plus importantes siègent au conseil municipal. Les principales sont :
- Guilde des Assassins. Devise : « Nil mortifi, sine lucre » (« Pas de meurtre sans payement »). L'élégant bâtiment de la guilde est situé dans la rue des Filigranes. Ses portes sont toujours ouvertes. La guilde des Assassins est le lieu de formation de l'élite du Disque-monde. Tous les rejetons des familles nobles y suivent des cours en internat, même si tous ne se destinent pas à entrer dans la glorieuse profession des assassins. Finalement, assez peu d'élèves passent l'examen de fin d'études. Encore moins survivent à cet examen. La guilde des Assassins est présidée par le docteur Crucialle (avant les événements décrits dans Le Guet des orfèvres), puis par le Seigneur Sédatiphe ;
- Guilde des Voleurs, Cambrioleurs (ou Monte-en-l'air) et Disciplines Assimilées. Sa devise est « Actus id verberat » (« Fauche-le vite »). Ses locaux sont installés dans l'ancien Palais de Justice, à l'angle de la rue des Alchimistes et de la Grande-rue inférieure. Son rôle est de veiller à ce que la criminalité « illégale » soit rapidement éliminée (au sens propre comme au sens figuré). Elle contrôle donc les vols dans la ville et veille à ce qu'ils ne dépassent pas un quota fixé tous les ans ;
- Guilde des Alchimistes. Devise : « Omnis quis coruscat est or ». Ses bâtiments, généralement situés rue des Alchimistes en face de la guilde des Joueurs, sont souvent neufs car sujets à de fréquentes explosions. Elle est présidée par monsieur Gauledouin ;
- Guilde des Couturières, qui regroupe des jeunes femmes à la vertu négociable. Son siège social est situé rue Apic, sa présidente est Mme Rosemarie Paluche.

D'autres guildes existent aussi :
- Guilde des Acteurs ;
- Guilde des Agents du guet ;
- Guilde des Armuriers ;
- Guilde des Avocats ;
- Guilde des Bandits ;
- Guilde des Bouchers ;
- Guilde des Boulangers ;
- Guilde des Charretiers et Conducteurs de Bestiaux ;
- Guilde des Chasseurs de Rats ;
- Guilde des Chiens. Devise : aucune. Dirigée par l'Aboyeur en chef. Composée uniquement de « vilains chiens » qui se doivent d'avoir fui leur maître ;
- Guilde des Chirurgiens-Coiffeurs. Devise : « Une coupe et la barbe, pas d'pattes » ;
- Guilde des Combattants du Feu ;
- Guilde des Comptables et des Usuriers ;
- Guilde des Confiseurs ;
- Guilde des Contrebandiers ;
- Guilde des Cordonniers et Métiers du cuir ;
- Guilde des Crieurs Publics ;
- Guilde des Effeuilleuses (ou guilde des ecdysiastes, bayadères, cancanistes et interprètes de danses exotiques), rue Cigalle, présidée par Miss Dixie Va Va Voum ;
- Guilde des Embaumeurs et professions assimilées, rue des Alchimistes ;
- Guilde des Fous, des Drilles et le Collège des Clowns, à l'angle de la rue de Dieu et de la Grand-Rue Sens-Rétrograde, présidée par le docteur Leblanc, voisine mur à mur de la guilde des assassins ;
- Guilde des Graveurs (et des Imprimeurs), à l'angle de la rue Courte et de la rue de Dieu ;
- Guilde des Historiens ;
- Guilde des Horlogers ;
- Guilde des Illusionnistes. Devise : « Nunc ille est magicus ». Cette guilde, installée à proximité de l'université de l'Invisible s'apparente davantage à une sorte de club dans lequel se regroupent des hommes respectables qui, en complément de leurs activités professionnelles, animent les banquets par des prodiges et des blagues d'un goût douteux, le plus souvent accompagnés de femmes maigres en costumes à paillettes ;
- Guilde des Joueurs, rue des Alchimistes, présidée par Scrote Jones ;
- Guilde des Marchands et des Commerçants. Devise : « Vilis ad bis pretii ». C'est la plus récente des guildes. Elle a pour but de mettre en valeur les merveilleux charmes de la belle ville d'Ankh-Morpork et de traquer tout inconscient qui oserait remettre publiquement en cause cette évidence. Son siège se trouve rue des Boulangers ;
- Guilde (ou compagnie) des mendiants. Devise : « Moneta supervacanea, magister ? ». C'est la plus ancienne et la plus riche de toutes les guildes d'Ankh-Morpork. Chaque catégorie de mendiant est dûment répertoriée, et ce depuis plus de six siècles. On y trouve par exemple les Coquins, les Fieffés-coquins, les Embobineurs, les Demandeurs-d'un-peu-de-feu et les Rétameurs Saouls. La guilde des mendiants est actuellement dirigée par la reine Mariette ;
- Guilde des Merciers, rue des Alchimistes ;
- Guilde des Musiciens. Devise : « Id murmuratis, id laudamus ». La guilde occupe un minuscule local dans la rue Montmeurtre. Ne proposant ni aide ni formation, sa principale activité consiste à prélever des taxes dont les tarifs sont prohibitifs ;
- Guilde des Opérateurs de manivelle, créée lors de la mode des images animées (Les Zinzins d'Olive-Oued) ;
- Guilde de Planteur JMTLG ;
- Guilde des Plombiers et Cagoinsandriers. Devise : « Non ante septem dies proxima, patronem ». Les locaux de la guilde se trouvent dans l'allée des Plaideurs. Le président de la guilde est C. H. Toilette, inventeur d'un ingénieux système qui remplaça celui de feu Guillaume de Latrines.
- Guilde des prêtres, sacerdotes et intermédiaires occultes ;
- Guilde des professeurs, rue des Filigranes ;
- Guilde des Souffleurs de Verre ;
- Guilde des Tailleurs ;
- Guilde des Victimes ;
- Guilde des tueurs de rats (citée dans Masquarade).

## Université de l'Invisible
Le lieu est nommé d'après l'Invisible College.
L'université de l'Invisible (ou université Invisible, ou UI) est une école de mages dont le corps enseignant est composé de mages âgés et ventripotents, voire la plupart du temps aliénés et ineptes et d'un bibliothécaire transformé en orang-outan.
La devise de l'UI est « Nunc id vides, nunc ne vides », phrase en latatien (équivalent du latin dans l'univers du Disque-monde) que l'on pourrait lâchement traduire par « maintenant vous la voyez, maintenant vous la voyez pas ». Le blason de l'Université est un livre de sortilèges aux fermaux de cuivre surmontant un chapeau pointu sur champ d'azur. Il soutient plus qu'une légère ressemblance avec le blason de l'université d'Oxford.
Architecturalement, sa grande tour, la Tour de l'Art, (aujourd'hui assez délabrée) est le plus ancien bâtiment encore debout de tout Anhk-Morpock. Pour le reste, elle est constituée d'un ensemble de bâtiments universitaires dont les plus remarquables sont :
- La Bibliothèque, qui comporte sans doute la plus grande quantité d'ouvrages magiques sur le Disque-monde, y compris le très dangereux « Nécrotélicomnicon[Note 1] » écrit par « Ahmed le fou » (qui préférait se faire appeler « Ahmed le J'ai-juste-des-maux-de-tête »), et « l'In-octavo[Note 2] » (livre du créateur même et distrait de l'univers, qui contient les huit plus grands sortilèges existants). Quoi qu'il arrive, vu la tendance de la magie à donner vie aux ouvrages et à courber l'espace-temps, il est conseillé de ne s'y aventurer qu'avec un bâton et de quoi retrouver son chemin…
- Bâtiment de magie des Hautes énergies, où officie particulièrement Cogite Stibon. Une des réalisations les plus remarquables présente dans ce bâtiment est « Sort », une machine mécanique un peu étrange permettant d'effectuer des calculs ou des sortilèges complexes mais nécessitant entre autres chose un clavier, une souris et un bidule qui fait « Plop ! ».

La légère tendance du bâtiment à provoquer des fuites de magie provoqua « l'intelligence chronique » du chien Gaspode, ce qui est encore le moins problématique qui ait pu y arriver.
- Grande salle de l'université, utilisée en diverses occasions, la plus commune étant le service des repas. Elle comporte un magnifique orgue magistral, créé par Bougre-de-Sagouin Jeanson, qui possède un ensemble de plus de 100 registres dont 12 marqués « ? » (allant des sons les plus communs aux plus étranges, dont le « gloussement rigolo de poule », la « flatulence » ou encore le jeu « Vox Dei » capable de faire fermer boutique aux nerfs auditifs grâce à son tuyau de basse autodécollant de plus de 20 mètres).

L'organiste titulaire actuel est le Bibliothécaire, de par ses capacités uniques en tant qu'orang-outan d'utiliser les trois claviers à la fois tout en mangeant des cacahuètes.
- Salle Peu Commune, où l'on peut trouver assez aisément un professeur en cas de besoin, en train de faire la sieste devant le feu. De toute façon, les étudiants ne cherchant pas tellement les professeurs, ils savent ainsi où ne pas les trouver…
- Salle 3B, introuvable sur les plans de l'université bien que tous les cours de tous les professeurs s'y déroulent, ce qui en fait pense-t-on une salle aux dimensions infinies.
- Cuisines et l'intendance, tenues par une main de fer par Madame Panaris. Il est possible d'y descendre et d'y obtenir un repas à toute heure, si l'on a encore un creux ou du temps libre entre les repas.
- Mur d'enceinte possède en un endroit précis un astucieux système de briques pivotantes permettant de sortir ou rentrer de l'université après l'heure du couvre-feu sans être vu, pour se rendre en ville. Les étudiants sont à priori les seuls à connaître ce passage, mais ils ont tendance à oublier que les membres de la faculté sont d'anciens étudiants…
- Le « Vieux Tom » est le bourdon de l'université, forgé en Octefer (un fer magique), qui sonne les heures par des silences tonitruants et non des sons.

Étant donné les quantités de magie présentes, les plans de l'université sont souvent rapidement périmés et ressemblent à des chrysanthèmes en train d'exploser, et il arrive parfois qu’un couloir change de direction alors même qu'on est en train de le représenter sur une carte. La magie distordant l'espace-temps, l'université est de toute façon sûrement plus grande à l'intérieur qu'elle ne l'est à l'extérieur. Dans certains moments, elle semble même avoir une sorte de personnalité, vaguement facétieuse.
Parmi les personnages de l'université, passés, présents et futurs ou les étudiants remarquables, on peut citer :
- Rincevent, mage raté et personnage principal de nombreux romans ;
- le bibliothécaire. Un accident de magie l'a malencontreusement transformé en orang-outan (mais il est vivement conseillé de ne pas prononcer le vocable singe devant lui sous peine de subir de graves et horribles préjudices). Le fait de posséder des bras qui touchent le sol sans avoir besoin de se baisser, de disposer de pieds préhenseurs et de se nourrir de bananes sont des avantages acquis tout à fait appréciés par le bibliothécaire qui refuse de redevenir humain ;
- l'Archichancelier Mustrum Ridculle, au caractère impossible ;
- L'économe, que ses collègues fournissent en pilules de grenouilles séchées ;
- Cogite Stibon, le jeune directeur de la magie appliquée malavisée (apparaît pour la première fois dans Les Zinzins d'Olive-Oued en tant que simple étudiant) ;
- Vindelle Pounze (mage sénile dans Les Zinzins d'Olive-Oued et mort-vivant dans Le Faucheur) ;
- Eskarina Lefèvre, première et seule étudiante de l'université (dans La Huitième Fille et Je m'habillerai de nuit) ;
- Alberto Malik : fondateur de l'université ; envoyé dans le domaine de la Mort quand il a exécuté le rite d'AshkEnte à l'envers ;
- le titulaire de la chaire des études indéfinies, qui traîne toujours avec le doyen ;
- l'assistant des runes modernes, qui traîne toujours avec le titulaire ;
- le doyen, qui traîne toujours avec l'assistant des runes ;
- le major de promo (Le Faucheur), dont, comme tous les majors de promos des mondes du multivers, on ne sait pas vraiment ce qu'il fait là.
- Modo, le jardinier nain, a passé un contrat implicite avec les mages : il ne s'immisce pas dans le continuum de la réalité et en contrepartie ils ne touchent pas à ses tas de compost.

## Devises d'Ankh-Morpork
- Quanti canicula ille in fenestra (« Combien ce petit chien dans la vitrine ? »), qui représente l'esprit des morporkiens : le don pour poser des questions intelligentes, l'intérêt pour les affaires commerciales, et l'amour des animaux. Cette devise est présente sur le blason de la ville, et remonterait au temps du roi Ludwig l'Arbre.
- Merus in pectum et in aquam (« Pur en esprit et en eau ») est la devise la plus récente de la ville (datant de la première république).